# Kerið
Kerið (dat als de vaas vertaald kan worden) is een vulkaan op IJsland. Het is een prachtig voorbeeld van een zogenaamde explosiekrater op een paar kilometer van Selfoss. De 170 bij 270 meter grote en 55 meter diepe, deels met groenig water gevulde krater ligt vlak naast de weg en is derhalve gemakkelijk te bereiken.
Kerið is ca 3000 jaar geleden ontstaan als onderdeel van een kratercomplex, Tjarnarhólar genaamd. Het verhaal gaat dat als de waterspiegel in Kerið stijgt, het water in een klein meertje boven op de 5 kilometer verderop gelegen 536 meter hoge berg Búrfell daalt, en omgekeerd. In de directe omgeving liggen nog twee andere kraters, de Seyðishólar and Kerhóll.
De rode wand van Kerið is deels bedekt met mos en kan men vrij makkelijk tot het kratermeeroppervlak afdalen. Het meertje zelf is ongeveer 10 meter diep.
Andere voorbeelden van explosiekraters op IJsland zijn onder andere Eldborg, Hverfell en Ljótipollur.

## Formatie
Hoewel vulkanologen oorspronkelijk veronderstelden dat Kerið door vulkanische explosies werd gevormd, wordt nu aangenomen dat Kerið een kegelvulkaan was die bij een uitbarsting zijn magmavoorraad opmaakte. Vervolgens stortte de kegel in de lege magmakamer in. Het waterniveau op de bodem van de krater is hetzelfde als de grondwaterspiegel.